# Книга на пророк Осия
Книга на пророк Осия е книга от Танаха и християнската Библия. Според традиционния ред на Библията, Осия е първата книга от 12-те книги на малките пророци.
Това е последната книга от Невиим – втората основна част от еврейския Танах. В християнския Стар Завет тази част е разделена на 12 отделни книги – по една за всеки пророк.
Развиваща се около падането на Северното кралство на Израел, Книгата на Осия осъжда почитането на Богове, различни от Яхве (Богът на Израел), като метафорично сравнява изоставянето на Яхве от Израел с жена, която е невярна на съпруга си. Според повествованието на книгата връзката между Осия и неговата невярна съпруга Гомер е сравнима с връзката между Яхве и неговия невярващ народ Израел. Евентуалното помирение на Осия и Гомер се третира като обнадеждаваща метафора за евентуално помирение между Яхве и Израел.
Създадена около 760–720 г. пр.н. е. това е една от най-старите книги на еврейската Библия, предшестваща окончателните рецензии на пълната Тора (Петокнижието). Осия е източникът на фразата „сейте вятъра“, която преминава в обичайна употреба на английски и други езици.